# Деневр (Мерт и Мозел)
Деневр (фр. Deneuvre) насеље је и општина у североисточној Француској у региону Лорена, у департману Мерт и Мозел која припада префектури Линевил.
По подацима из 2011. године у општини је живело 531 становника, а густина насељености је износила 54,74 становника/km². Општина се простире на површини од 9,7 km². Налази се на средњој надморској висини од 340 метара (максималној 377 m, а минималној 262 m).

## Демографија
| 1962. | 1968. | 1975. | 1982. | 1990. | 1999. | 2011. |
| ----- | ----- | ----- | ----- | ----- | ----- | ----- |
| 488   | 497   | 506   | 446   | 509   | 571   | 531   |

График промене броја становника у току последњих година